# Auvers-le-Hamon
Auvers-le-Hamon ist eine französische Gemeinde mit 1458 Einwohnern (Stand 1. Januar 2022) in der Region Pays de la Loire im Département Sarthe. Sie gehört zum Arrondissement La Flèche und zum Kanton Sablé-sur-Sarthe. Die Bewohner werden Auversois und Auversoises genannt.
Die Gemeinde erhielt 2022 die Auszeichnung „Drei Blumen“, die vom Conseil national des villes et villages fleuris (CNVVF) im Rahmen des jährlichen Wettbewerbs der blumengeschmückten Städte und Dörfer verliehen wird.

## Lage und Verkehrsanbindung
Die Gemeinde, die mit 47,83 Quadratkilometern zu den größeren Gemeinden Frankreichs gehört, liegt in der historischen Provinz Maine, etwa 42,5 Kilometer südwestlich von Le Mans auf 29 m bis 93 m Meereshöhe am Ufer des Flusses Erve, nahe der Einmündung seines Nebenflusses Treulon. Die Vaige bildet abschnittsweise die natürliche Grenze zu den westlichen Nachbargemeinden Saint-Loup-du-Dorat und Beaumont-Pied-de-Bœuf.
Die Gemeinde befindet sich am westlichen Rand des Départements an der Grenze zum benachbarten Département Mayenne.
Umgeben wird Auvers-le-Hamon von den acht Nachbargemeinden:
|                                                               | Val-du-Maine (Mayenne)                      | Poillé-sur-Vègre   |
| Saint-Loup-du-Dorat (Mayenne) Beaumont-Pied-de-Bœuf (Mayenne) | Kompassrose, die auf Nachbargemeinden zeigt | Asnières-sur-Vègre |
| Bouessay (Mayenne)                                            | Sablé-sur-Sarthe                            | Juigné-sur-Sarthe  |

Die Verkehrsanbindung ist durch die A 81 und die Départementstraße D 24 gegeben.

## Geschichte
Die in Auvers-le-Hamon durchgeführten Ausgrabungen und Untersuchungen haben es ermöglicht, die Anwesenheit des Menschen seit prähistorischen Zeiten zu belegen.
Das Dorf wurde wahrscheinlich im 8. Jahrhundert auf einem Hügel (lateinisch „alversus“) gegründet oder mit Erlen (gallisch „vernos“) bepflanzt, wobei das eine oder andere zum Namen Auvers ergeben hat, der erst im 11. Jahrhundert auftaucht als Guy de Laval das Priorat den Mönchen der Couture von Le Mans anvertraute. Sie wurden die Herren der Stadt Auvers und blieben dies bis zur Französischen Revolution.
Vor dem Hundertjährigen Krieg war die Auvers dank ihres berühmten Jahrmarkts von relativer Bedeutung. Er empfing König Johann Ohneland im Jahr 1199 zur Unterzeichnung eines Vertrags.
Rund um das Dorf zeugen noch heute Herrenhäuser (wie Maupertuis) von mehreren kleinen Lehen, die das Gebiet durch ihre Präsenz geprägt haben.
Das Dorf entwickelte sich vom 15. bis 18. Jahrhundert rund um das Priorat und die Kirche. Damals wurde es von einem geschlossenen Friedhof umgeben, der um 1780 verlegt wurde, wodurch ein öffentlicher Platz entstand. Um 1843 unterbrach eine neue Nord-Süd-Achse, die heutige D 24, die das Dorf durchquerte, das alte Grundstück und bildete ein neues Siedlungszentrum, ohne jedoch zu einer nennenswerten Erweiterung zu führen. Ab dem 18. Jahrhundert war Auvers Schauplatz zahlreicher landwirtschaftlicher Forschungen und Entdeckungen (Kleeanbau, Rinderrasse Maine-Anjou). Während der Französischen Revolution war Auvers einer der Höhepunkte der Chouannerie in Maines.
Im Jahre 1793 hieß die Gemeinde bei ihrer Gründung Auvert, 1801 wurde die Gemeinde in Auvert-le-Hamon, in der Folgezeit schließlich in den heutigen Namen Auvers-le-Hamon umbenannt.
Im 19. Jahrhundert erlebte Auvers den Höhepunkt seiner demografischen Expansion (2264 Einwohner im Jahr 1851). In Auvers wurden in den 1810er Jahren die ersten Anthrazitminen im Sarthe-Tal abgebaut. Diese Entdeckung wurde zur Herstellung von Kalk zur Bodenverbesserung genutzt. Der Abbau von Anthrazit wurde bis zum Beginn des 20. Jahrhunderts fortgesetzt, obwohl die Produktion aufgrund der ungünstigen Geologie nicht rentabel war. Von der Straße nach Poillé-sur-Vègre (D 79) aus sind noch einige Abraumhalden zu sehen.

## Bevölkerungsentwicklung
| Culoz: Einwohnerzahlen von 1793 bis 2016                                                                                   | Culoz: Einwohnerzahlen von 1793 bis 2016 | Culoz: Einwohnerzahlen von 1793 bis 2016 | Culoz: Einwohnerzahlen von 1793 bis 2016 | Culoz: Einwohnerzahlen von 1793 bis 2016 |
| --- | ---------------------------------------- | ---------------------------------------- | ---------------------------------------- | ---------------------------------------- |
| Jahr |                                          |                                          |                                          | Einwohner                                |
| 1793 | 1793                                     |                                          | 1.997                                    | 1.997                                    |
| 1800 | 1800                                     |                                          | 1.981                                    | 1.981                                    |
| 1806 | 1806                                     |                                          | 1.926                                    | 1.926                                    |
| 1821 | 1821                                     |                                          | 1.994                                    | 1.994                                    |
| 1831 | 1831                                     |                                          | 2.170                                    | 2.170                                    |
| 1836 | 1836                                     |                                          | 2.088                                    | 2.088                                    |
| 1841 | 1841                                     |                                          | 2.183                                    | 2.183                                    |
| 1846 | 1846                                     |                                          | 2.233                                    | 2.233                                    |
| 1851 | 1851                                     |                                          | 2.264                                    | 2.264                                    |
| 1856 | 1856                                     |                                          | 2.162                                    | 2.162                                    |
| 1861 | 1861                                     |                                          | 2.078                                    | 2.078                                    |
| 1866 | 1866                                     |                                          | 2.029                                    | 2.029                                    |
| 1872 | 1872                                     |                                          | 1.876                                    | 1.876                                    |
| 1876 | 1876                                     |                                          | 1.864                                    | 1.864                                    |
| 1881 | 1881                                     |                                          | 1.756                                    | 1.756                                    |
| 1886 | 1886                                     |                                          | 1.750                                    | 1.750                                    |
| 1891 | 1891                                     |                                          | 1.695                                    | 1.695                                    |
| 1896 | 1896                                     |                                          | 1.615                                    | 1.615                                    |
| 1901 | 1901                                     |                                          | 1.613                                    | 1.613                                    |
| 1906 | 1906                                     |                                          | 1.511                                    | 1.511                                    |
| 1911 | 1911                                     |                                          | 1.464                                    | 1.464                                    |
| 1921 | 1921                                     |                                          | 1.306                                    | 1.306                                    |
| 1926 | 1926                                     |                                          | 1.256                                    | 1.256                                    |
| 1931 | 1931                                     |                                          | 1.207                                    | 1.207                                    |
| 1936 | 1936                                     |                                          | 1.192                                    | 1.192                                    |
| 1946 | 1946                                     |                                          | 1.251                                    | 1.251                                    |
| 1954 | 1954                                     |                                          | 1.279                                    | 1.279                                    |
| 1962 | 1962                                     |                                          | 1.180                                    | 1.180                                    |
| 1968 | 1968                                     |                                          | 1.066                                    | 1.066                                    |
| 1975 | 1975                                     |                                          | 935                                      | 935                                      |
| 1982 | 1982                                     |                                          | 1.201                                    | 1.201                                    |
| 1990 | 1990                                     |                                          | 1.197                                    | 1.197                                    |
| 1999 | 1999                                     |                                          | 1.374                                    | 1.374                                    |
| 2006 | 2006                                     |                                          | 1.493                                    | 1.493                                    |
| 2011 | 2011                                     |                                          | 1.524                                    | 1.524                                    |
| 2016 | 2016                                     |                                          | 1.490                                    | 1.490                                    |
| Quelle(n): EHESS/Cassini bis 1999, INSEE ab 2006 Anmerkung(en): Ab 1962 offizielle Zahlen ohne Einwohner mit Zweitwohnsitz |                                          |                                          |                                          |                                          |

## Sehenswürdigkeiten

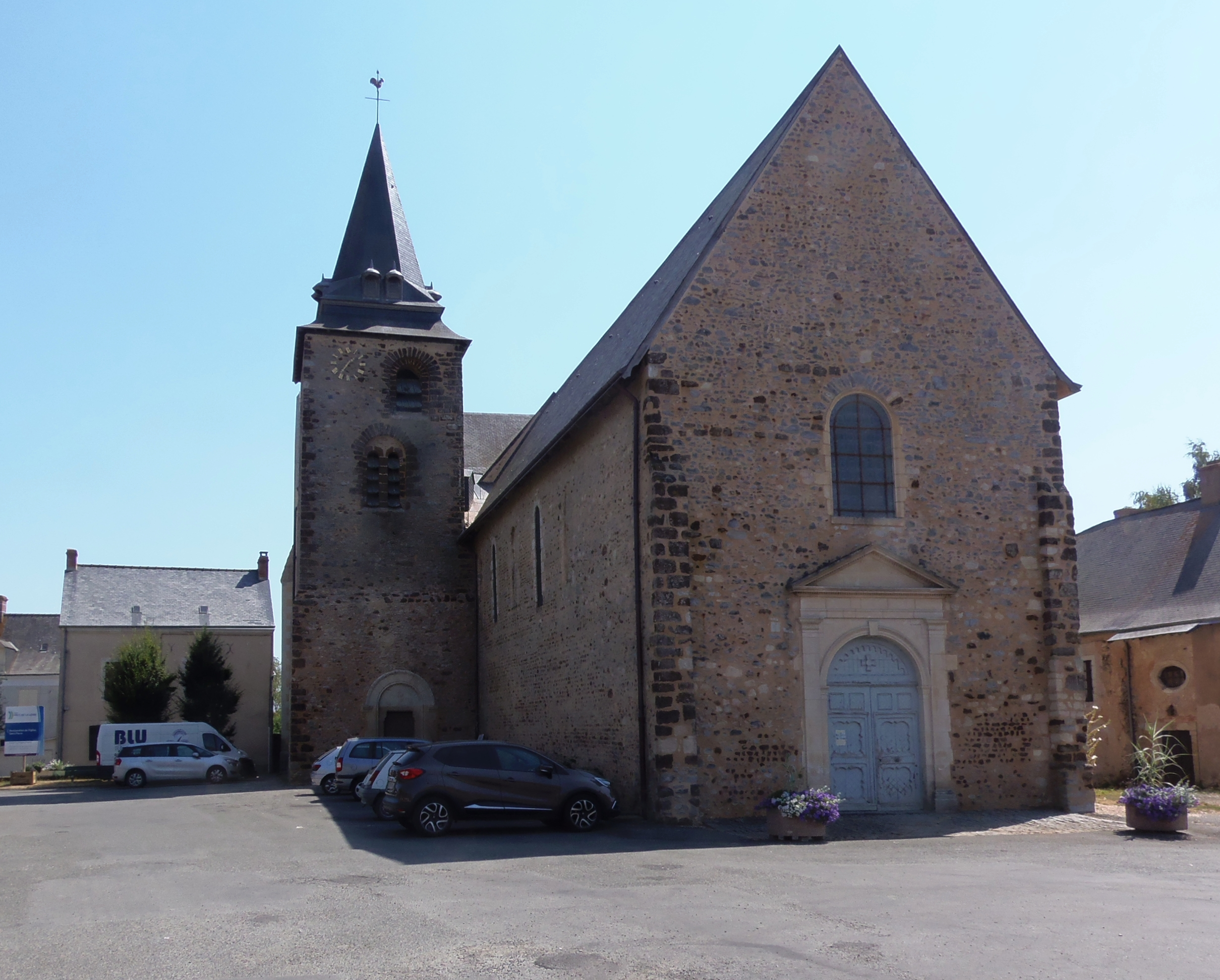
Pfarrkirche Saint-Pierre

- Pfarrkirche, ehemalige Prioratskirche romanischen Ursprungs (11. Jahrhundert), Glockenturm des 12./13. Jahrhunderts; im 19. Jahrhundert Saint-Pierre geweiht; Chor und Querhaus im 19. Jahrhundert rekonstruiert (Architekt: Paul Lemesle); Langhaus mit hölzernem Tonnengewölbe; an den Langhauswänden Fresken des 16. Jahrhunderts, seit 1978 als Monument historique eingeschrieben
- Kapelle Notre-Dame in La Chasnière, gegen 1870 neu errichtet
- Friedhofskapelle Saint-Fiacre, gegen 1890 neu erbaut
- Herrenhaus Plessis aus dem 19. Jahrhundert
- Burgruine Monfrou aus dem 11. Jahrhundert, Türme und Rundmauer sind zu sehen
- Herrenhaus Pontigné aus dem 15. und 16. Jahrhundert, seit 1989 als Monument historique eingeschrieben
- Herrenhaus La Jeune Panne mit Wohnhaus aus dem 13. oder 14. Jahrhundert, umfangreiche Umbauten im 18. Jahrhundert
- Herrenhaus Maupertuis  aus dem 15. oder 16. Jahrhundert, Umbauten im 18. Jahrhundert
- Herrenhaus Pantigné aus dem 16. oder 17. Jahrhundert
- Herrenhaus La Touche Arambois aus dem 16. Jahrhundert mit Umbauten im 18. Jahrhundert
- Herrenhaus Le Verger aus dem 15. oder 16. Jahrhundert, Umbauten im 18. Jahrhundert
- Festung aus der Jungsteinzeit; Neolithische Einheit, die im Süden und Osten auf natürliche Weise durch den Hang des Treulon-Flusses und im Westen und Norden durch einen halbkreisförmigen Erddamm künstlich geschützt war und durch das Vorhandensein großer Steinblöcke verfestigt wurde; seit 1976 als Monument historique klassifiziert
- Brücke über die Vaige am Lieu-dit Le Moulin de Fresnay aus dem 14. oder 15. Jahrhundert, seit 1984 als Monument historique eingeschrieben
- Mehrere Wassermühlen aus dem 18. und dem 19. Jahrhundert an der Erve, der Vaige und dem Treulon

## Städtepartnerschaften
- Seit 1980 mit Hatten in Niedersachsen (Deutschland)
- Seit 2000 mit Wildeshausen in Niedersachsen (Deutschland)

## Persönlichkeiten
- Michel Lejeune (1946–2021), französischer Politiker, geboren in Auvers-le-Hamon
- Julien Lelasseux-Lafosse (* 1791), französischer Polytechniker, geboren in Auvers-le-Hamon